# Nezirovići
Nezirovići är en ort i Bosnien och Hercegovina.   Den ligger i entiteten Federationen Bosnien och Hercegovina, i den centrala delen av landet, 40 km nordväst om huvudstaden Sarajevo. Nezirovići ligger 481 meter över havet och antalet invånare är 135.
Terrängen runt Nezirovići är huvudsakligen kuperad. Nezirovići ligger nere i en dal. Runt Nezirovići är det ganska tätbefolkat, med 93 invånare per kvadratkilometer.. Närmaste större samhälle är Zenica, 13,9 km norr om Nezirovići.
Omgivningarna runt Nezirovići är en mosaik av jordbruksmark och naturlig växtlighet.